# Bohuslav Balbín
Bohuslav Balbín (Bohuslav Balbinus), (ur. 3 grudnia 1621 w Hradcu Králové, zm. 28 listopada 1688 w Pradze) – czeski literat, historyk, pedagog, jezuita.
Był autorem wielu dzieł historycznych i krajoznawczych. Był obrońcą języka czeskiego i patriotą czeskim występującym przeciwko germanizacji. Jego największe dzieła to Miscellanea historica regni Bohemiae (Rozmaitości z historii królestwa Czech) oraz Dissertatio apologetica pro linqua Slavonica praecipue Bohemica (Obrona języka słowiańskiego, zwłaszcza czeskiego). 
Aby je napisać, przez lata gromadził informacje z archiwów i starych bibliotek. Duże zasługi odnośnie do inicjatywy napisania tego dzieła przypisuje się także polskiemu jezuicie Mikołajowi Łęczyckiemu jako osobie, która wpłynęła na Balbina i zachęciła go to pracy nad tym wydaniem.

## Życiorys
Pochodził z zubożałej podczas wojny trzydziestoletniej rodziny szlacheckiej. W dzieciństwie został sierotą i zamieszkał w Častolovicach u przyjaciela rodziny, Oty z Oppersdorfu.
Od 1631 roku uczęszczał do szkół jezuickich, a w wieku 15 lat wstąpił do zakonu jezuitów. W 1639 roku podjął studia filozoficzne w Clementinum w Pradze, gdzie uzyskał następnie stopień doktora. W latach 1642–1645 był wykładowcą w szkołach jezuikcich w Pradze i Trzeboniu. Od 1646 roku studiował teologię, a w 1649 roku uzyskał święcenia kapłańskie.
Od 1653 roku znów pracował jako nauczyciel, m.in. w Kłodzku, Pradze, Českým Krumlovie, Brnie, Jiczynie i Jindřichůvym Hradcu. Był autorem kilku podręczników i sztuk teatralnych. W 1661 roku został odsunięty od pracy z uczniami. Następnie otrzymał polecenie napisania historii czeskiej prowincji zakonu jezuitów, pracował w Jiczynie, Klatovach i Českým Krumlovie. Opublikował również biografię Arnoszta z Pardubic. Rozpoczął także pracę nad dużym dziełem dotyczącym historii Czech. 
Od 1676 roku mieszkał w Pradze, wcześniej krótko także w Opawie. W 1687 roku doznał udaru i kolejne książki musiał dyktować.

## Dzieła
- Legatio Apollinis coelestis ad universitatem Pragensem
- Epitome historica rerum Bohemicarum
- Dissertatio apologetica pro lingua Slavonica, praecipue Bohemica – Obrona języka słowiańskiego, zwłaszcza czeskiego
- Diva Vartensis
- Diva Turzanensis
- Diva S. Monti
- Origines Comit. de Guttenstein
- Vita venerab. Aernesti
- Miscellanea historica regni Bohemiae – Rozmaitości z historii królestwa Czech
  - Liber naturalis
  - Liber popularis
  - Liber chorographicus
  - Liber hagiographicus
  - Liber parochialis
  - Liber episcopalis
  - Liber regalis
  - Liber epistolaris
  - Bohemia docta
  - Liber curialis seu de magistratibus et officiis curialibus regem Boohemiae
- Examen Mellisaeum